# Launchpad
Launchpad es una plataforma de desarrollo colaborativo de software, en particular el de software libre a través de un sitio web como un servicio gratuito. Está desarrollada y mantenida por Canonical Ltd.

El registro solo es necesario si se desea comentar, o subir nuevos reportes de errores.

## Historia

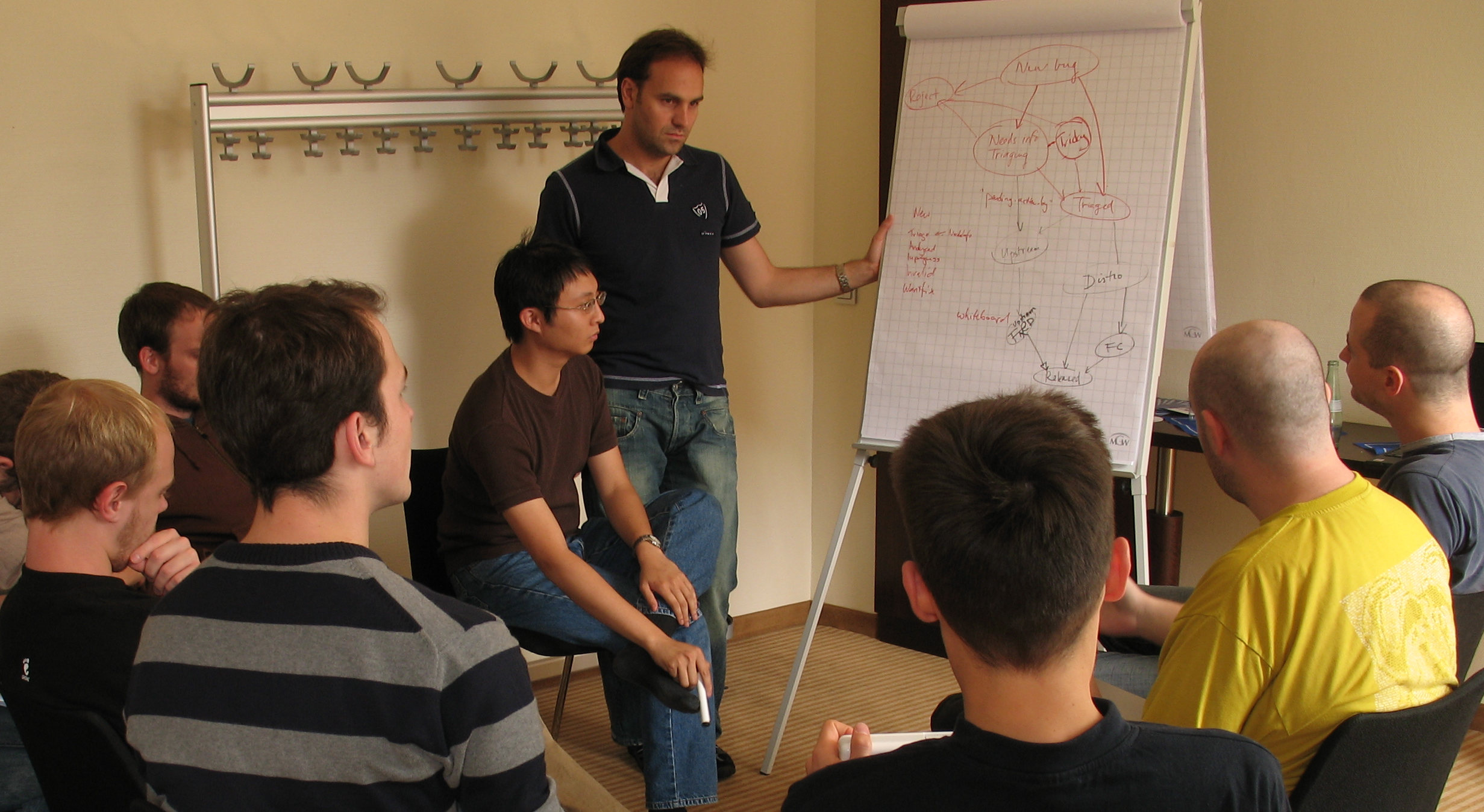
Mark Shuttleworth con empleados de Canonical, discutiendo en Alemania el diseño de Launchpad.

El 9 de julio del 2007, Canonical anunció la liberación de Storm con la licencia libre LGPL 2.1. Storm, primer componente de Launchpad liberado, es un mapeador para Python de objetos a sistemas relacionales (ORM), que ayuda a simplificar el desarrollo de aplicaciones que funcionen sobre una base de datos. Este desarrollo está basado en Zope.
El 21 de julio de 2009 Launchpad pasó a ser completamente libre, bajo la versión 3 de la licencia GNU Affero General Public license.

## Componentes
Consta de varias partes:
- Code: un sitio de alojamiento de código fuente que utiliza el sistema de control de versiones Bazaar.
- Bugs: un sistema de seguimiento de errores para informar sobre bugs en diferentes distribuciones y productos.
- Blueprints: un sistema de seguimiento para especificaciones y nuevas características.
- Translations: un sitio para traducir aplicaciones a múltiples idiomas.
- Answers: un sitio de ayuda para la comunidad.
- Soyuz: una herramienta para llevar una pequeña parte del mantenimiento de las distribuciones. Abarca el sistema de construcción, el mantenimiento de paquetes y la publicación de archivos.

Launchpad es usada primordialmente para el desarrollo de Ubuntu y sus derivados oficiales, aunque también contempla otras distribuciones y proyectos independientes. Launchpad utiliza el servidor de aplicaciones web gratuito y de código abierto Zope.